# Château de Quingey
 (juillet 2025).
Si vous disposez d'ouvrages ou d'articles de référence ou si vous connaissez des sites web de qualité traitant du thème abordé ici, merci de compléter l'article en donnant les références utiles à sa vérifiabilité et en les liant à la section « Notes et références ».
Le château de Quingey (ou Château des papes ou château des comtes de Bourgogne) est un ancien château situé sur la commune de Quingey dans le département français du Doubs, en Franche-Comté.

## Localisation
Le château est situé au centre du village de Quingey.

## Histoire

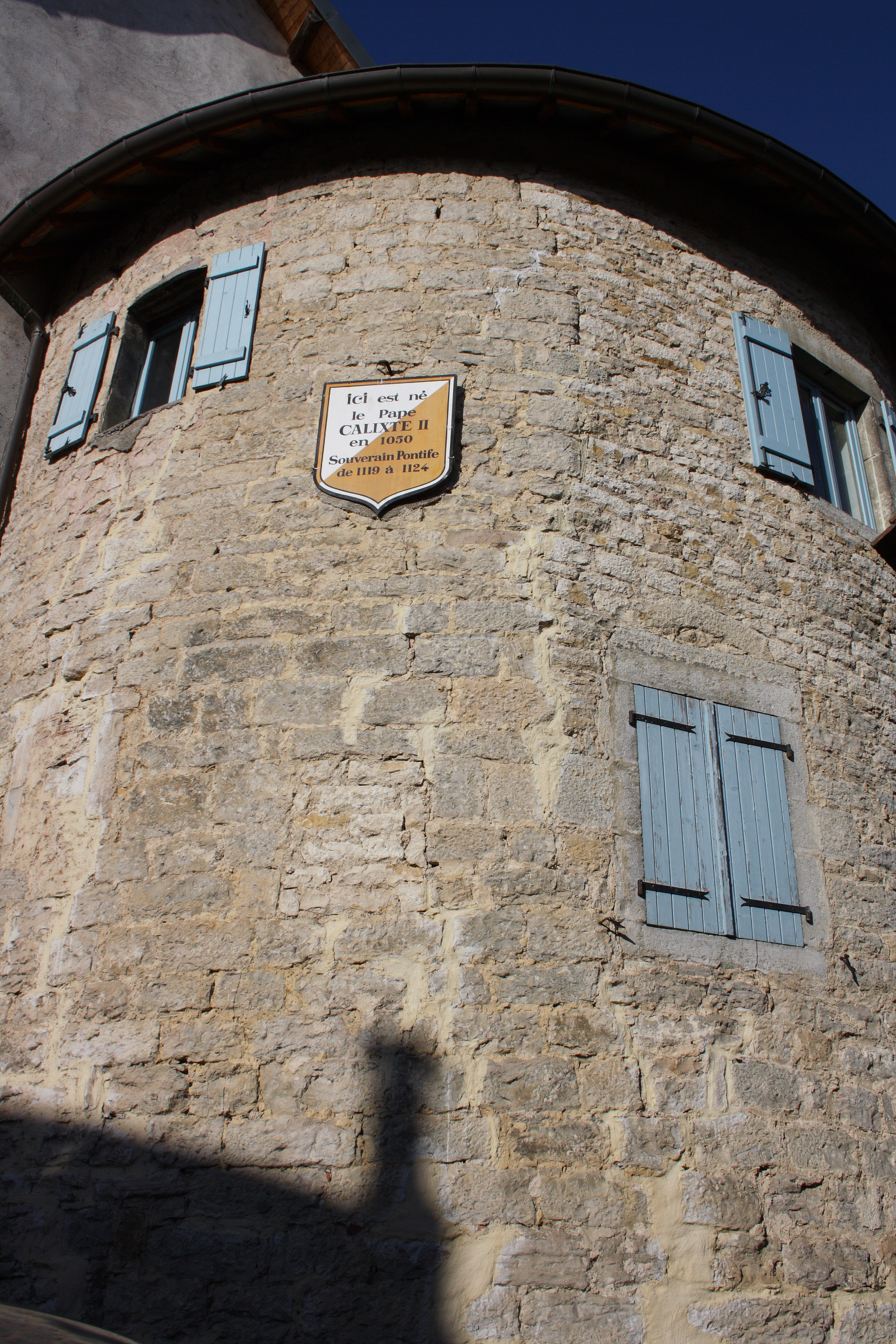
Plaque commémorative.

Le château était à l'origine un des châteaux que possédait les comtes de Bourgogne. C'est dans ce château qu'est né Gui de Bourgogne qui deviendra en 1119, le pape Calixte II. Simon de Quingey y est né en 1448.
L'édifice actuel daterait des XIIIe et XVe siècles et a subi des restaurations aux XVIIIe et XIXe siècles.
La façade et la toiture de la tour, ainsi que la pièce du four banal sont inscrits au titre des monuments historiques depuis le 8 novembre 1991.

## Architecture
L'édifice possède une tour circulaire, sur laquelle une plaque rappelle qu'elle fut témoin de la naissance du futur pape Calixte II[Interprétation personnelle ?].

### Historique
Le château comtal de Quingey, situé au centre du village de Quingey au bord de la rivière Loue fut fondé au VIIIe siècle par Girart de Roussillon[réf. nécessaire]. Il servait de résidence aux comtes de Bourgogne et est associé à des figures historiques telles que Gui de Bourgogne (vers 1060-1124), futur pape Calixte II, et Simon de Quingey (1448-1523), militaire notable. L'édifice actuel date principalement des XIIIe siècle et XVe siècle, avec des restaurations aux XVIIIe siècle et XIXe siècle. Une partie du site a été détruite en 1823 pour laisser place à une usine.

### Architecture
Le château comtal de Quingey se distingue par sa tour circulaire coiffée d'une toiture conique. Construit initialement comme une forteresse défensive, il intégrait des remparts et fossés, typiques des châteaux de la frontière du Saint-Empire. Les vestiges actuels, partiellement en ruines, datent des XIIIe siècle et XVe siècle, avec des modifications gothiques probables au XVe siècle. 
Les éléments protégés au titre des Monuments Historiques (inscription le 8 novembre 1991) incluent :
- La façade et la toiture de la tour, représentatives des styles médiévaux.
- Une pièce intérieure avec four banal, utilisée autrefois par la communauté locale.

Les restaurations des XVIIIe siècle et XIXe siècle ont ajouté un corps de logis plus récent, intégré à la tour. Le château est devenu une propriété privée. Une usine (clouterie, puis sparterie et fabrique de couverts) construite au XXe siècle sur une partie du site a entravé la récupération de vestiges enfouis.